# Мустафа-Али
Мустафа-Али хан (Мустафалей, тат. Mostafağali, Мостафагали, مصطفى علی‎) — касимовский правитель, хан (апрель 1584 — не ранее 1590). Сын султана Абдуллы Ак-Кубекова, праправнук хана Ахмата.
Численность дружины братьев Будали и Мустафа-Али достигала 100 человек.
Жена Салтан-бике дочь романовского мурзы Али бин Кутума. Дочь Так-Бильды (1591—1608).